# Avaluació formativa
L’avaluació formativa és un procés dins l’àmbit educatiu que té com a objectiu principal millorar els aprenentatges de l’alumnat durant el desenvolupament del procés d’ensenyament. Es basa en la recollida sistemàtica i rigorosa d’evidències que permeten prendre decisions per ajustar les estratègies metodològiques i les condicions d’aprenentatge. L'avaluació formativa, en aquest sentit, esdevé clau per a implementar enfocaments actius i competencials, ja que fomenta la implicació de l’alumnat en el seu propi procés d’aprenentatge i valora la progressió, no només els resultats.
Aquest tipus d’avaluació es caracteritza per ser contínua, dinàmica i orientada a la regulació del procés educatiu. Aporta informació útil, objectiva i oportuna per aplicar canvis en la pràctica docent i afavorir el progrés dels estudiants. Té com a finalitat identificar els aspectes millorables, tant en l’actuació del professorat com en la del propi alumnat.
L’avaluació formativa es distingeix de l’avaluació sumativa perquè no es limita a mesurar els resultats al final d’un període, sinó que intervé mentre l’aprenentatge està en curs. Permet monitoritzar la comprensió de l’alumnat i intervenir a temps per afavorir un aprenentatge més efectiu. La retroacció que genera ha de ser específica, clara i orientadora, de manera que l’estudiant pugui entendre què necessita fer per avançar i per què. Aquest enfocament promou la implicació activa dels estudiants en el seu propi procés, mitjançant pràctiques com l’autoavaluació i la coavaluació, i fomenta la metacognició i la reflexió. També afavoreix la construcció d’una cultura de confiança i de millora contínua dins els centres educatius. L’ús d’objectius clars, la modelització de tasques, la conversa educativa i la diversificació d’estratègies d’avaluació són elements centrals de l’avaluació formativa. La seva aplicació requereix una planificació adequada i una actitud reflexiva per part del professorat. A més, implica comunicar els resultats de l’aprenentatge de manera comprensible i útil per a l’alumnat i les seves famílies.
L’avaluació formativa constitueix un element central per al desenvolupament d’una educació orientada a l’aprenentatge significatiu, la competència i l’autonomia. No es tracta només d’una tècnica avaluativa, sinó d’un enfocament que transforma la relació educativa, empoderant l’alumnat i contribuint a la millora del procés d’ensenyament. En aquest context, les TIC poden actuar com a facilitadores sempre que s’utilitzin per afavorir la comunicació, la reflexió i la construcció compartida del coneixement.